# Death & Legacy
Death & Legacy (рус. Смерть и наследие) — третий студийный альбом австрийской симфо-пауэр-метал-группы Serenity, выпущенный 25 февраля 2011 года на лейбле Napalm Records. Этот альбом является концептуальным. Тур в поддержку альбома вместе с группой провела экс-участница Xandria Лиза Миддельхауфе.

## Концепция
В концепцию альбома легли исторические личности, которые, по мнению музыкантов, изменили мир:

Эта концепция о личностях прошлого — очень важных персонах, — например, о таких людях как Фрэнсис Дрейк, Галилео Галилей, Христофор Колумб и Инквизитор, который не очень хорошо известен в других странах, но здесь, в Австрии, его достаточно хорошо знают. Мы решили создать такую концепцию с этими личностями, потому что все они сделали что-то особенное, что можно заметить даже сейчас. Например, если бы Колумб не открыл тогда Америку, то весь мир сегодня выглядел бы немного иначе. Или, если бы Фрэнсис Дрейк не боролся с испанскими армадами, то, возможно, Англия стала бы частью Испанской империи. Эти люди были чем то особенным. Большинство из них не были признаны при жизни, но стали знаменитыми после смерти, иногда после 100, 200 лет или через какое-то другое время. Или такой человек как Альбрехт Дюрер. В песне «When Canvas Starts to Burn» речь идёт о нём, великий художник действительно, действительно создавал нечто особенное для того времени, что и послужило причиной включить его в эту концепцию.
Оригинальный текст (англ.)It is a concept about persons in the past -- very important persons -- for example, persons like Sir Francis Drake, Galileo Galilei, Christopher Columbus, and an Inquisitor who is not very well known in foreign countries, but here in Austria, he’s quite well known. We really decided to do such a concept with these persons because they all did something special that you really notice today as well. For example, if Columbus hadn’t found America, the whole world would look a bit different today. Or if Francis Drake wouldn’t have fought the Spanish Armada and won, perhaps England would be part of the Spanish Empire. They really did something special at that time. Most of them didn’t get a big honor at this period, but went famous after their death, sometimes 100 years after their death or 200 years or whatever. Or a man like Albrecht Duerer -- the song “When Canvas Starts to Burn” is about Albrecht Duerer, the famous painter here -- he really, really created something special for that time, and that was the reason we added him to this concept.
— Из интервью с Георгом Нойхаузером

## Список композиций
Слова и музыка всех песен — Georg Neuhauser, Thomas Buchberger, Mario Hirzinger.
| №   | Название                          | Длительность |
| --- | --------------------------------- | ------------ |
| 1.  | «Set Sail To…» (intro)            | 0:26         |
| 2.  | «New Horizons»                    | 6:49         |
| 3.  | «The Chevalier»                   | 5:32         |
| 4.  | «Far from Home»                   | 4:48         |
| 5.  | «Heavenly Mission»                | 5:24         |
| 6.  | «Prayer» (interlude)              | 1:22         |
| 7.  | «State of Siege»                  | 6:48         |
| 8.  | «Changing Fate»                   | 5:42         |
| 9.  | «When Canvas Starts to Burn»      | 4:48         |
| 10. | «Serenade of Flames»              | 4:55         |
| 11. | «Below Eastern Skies» (interlude) | 1:35         |
| 12. | «Beyond Desert Sands»             | 4:54         |
| 13. | «Lament» (interlude)              | 0:40         |
| 14. | «My Legacy»                       | 4:45         |

| №   | Название                                            | Длительность |
| --- | --------------------------------------------------- | ------------ |
| 11. | «Youngest of Widows»                                | 4:08         |
| 14. | «To India’s Shores»                                 | 4:34         |
| 16. | «Guiding Light (Re-Recorded)» (Японский бонус-трек) | 7:07         |

## Участники записи

### Основной состав
- Georg Neuhauser — вокал
- Thomas Buchberger — гитара, бас-гитара
- Mario Hirzinger — клавишные
- Andreas Schipflinger — ударные, вокал

### Приглашённые участники
- Оливер Филиппс — пианино (дополнительно), клавишные (дополнительно), оркестровка
- Айлин — вокал в «The Chevalier», чтение текста в «Prayer»
- Аманда Сомервилль — вокал в «Changing Fate»
- Шарлотта Весселс — вокал в «Serenade Of Flames»

### Производство
- Oliver Philipps — продюсирование, аранжировка, запись ведущего вокала
- Jan Vacik — аранжировка, запись ударных
- Арне Стокхаммер — аранжировка хора, запись ведущего вокала
- Thomas Buchberger — запись гитар, редактирование ударных, дополнительное редактирование и препродакшн